# 三廳電影
三廳電影是1960、70年代於台灣風行的一種電影類型，以瓊瑤浪漫文藝愛情為賣點的電影。因場景多於客廳、舞廳、咖啡廳三處，故被稱為「三廳電影」。代表作品有《彩雲飛》、《心有千千結》、《我是一片雲》等。